# فیل اندرسون (دوچرخه‌سوار)
فیل اندرسون (انگلیسی: Phil Anderson؛ زادهٔ ۱۲ مارس ۱۹۵۸) دوچرخه‌سوار اهل استرالیا است.
از باشگاه‌هایی که در آن بازی کرده‌است می‌توان به تیم دوچرخه‌سواری پاناسونیک و تیم دوچرخه‌سواری پژو اشاره کرد.
وی در مسابقات کشوری و بین‌المللی در مجموع برندهٔ ۲ مدال طلا شده‌است.